# Howie Williams
Howard Earl Williams (New Ross, Indiana, 29 de octubre de 1927-Phoenix, Arizona, 25 de diciembre de 2004) fue un jugador de baloncesto estadounidense. Con 1,83 metros de estatura, su puesto natural en la cancha era el de escolta. Fue campeón olímpico con Estados Unidos en los Juegos Olímpicos de Helsinki 1952.